# Fantômette et le Palais sous la mer
Fantômette et le Palais sous la mer est le 27e roman de la série humoristique Fantômette créée par Georges Chaulet.
Le roman, publié en 1974 dans la Bibliothèque rose des éditions Hachette, comporte 184 pages. Il évoque les vacances de Françoise, Ficelle et Boulotte en Bretagne, où la survenue d'un mystérieux naufrage remet au goût du jour une légende locale : le dieu Neptune aurait construit son palais sous-marin dans la baie et serait à l'origine des naufrages.

## Notoriété
De 1961 à 2000, les ventes cumulées des titres de Fantômette s'élèvent à 17 millions d'exemplaires, traductions comprises.
Le roman Fantômette et le Palais sous la mer a donc pu être vendu à environ 200000 exemplaires.
Comme les autres romans, il a été traduit en italien, espagnol, portugais, en flamand, en danois, en finnois, en turc, en chinois et en japonais.

## Personnages principaux
- « Les gentils »
  - Françoise Dupont / Fantômette : héroïne du roman
  - Ficelle : amie de Françoise et de Boulotte
  - Boulotte : amie de Françoise et de Ficelle

- « Les méchants »
  - Colonel Pork
  - Kafar
  - Bébert

- Autres personnages
  - Yves et Marie Gâtosec : famille bretonne
  - Yannique Gâtosec : fille des précédents
  - Henri Tournelle : son yacht Le Petit Polisson a fait naufrage
  - M. Porképic : vieux pêcheur breton
  - Yann et Yvon Ploufdanlo : pêcheurs bretons

## Résumé
Remarque : le résumé est basé sur l'édition cartonnée non abrégée parue en 1974 en langue française.
- Mise en place de l'intrigue (chapitres 1 à 3)

Françoise, Ficelle et Boulotte sont en vacances en Bretagne pour faire du camping, près de Kardebeur (village fictif). Ficelle souhaite entamer une activité d'alchimiste et transmuter du plomb en or. En pleine nuit, elle va avec Boulotte couper du gui sur un chêne. Pendant ce temps, Françoise/Fantômette tente de venir en aide au petit yacht Le Petit Polisson qui a percuté des récifs mais son propre bateau coule. Elle est recueillie par une famille bretonne, les Gâtosec, qui la soigne et qui a aussi recueilli la famille du yacht qui a coulé. 
Pendant ce temps, Ficelle et Boulotte sont au camp et sont les témoins de l’activité de deux hommes qui immergent une vieille voiture dans la baie.
- Aventures et enquête (chapitres 4 à 12)

Au petit matin, chez les Gâtosec, Françoise reprend ses esprits. Elle fait mine de boire un bouillon remis par Mme Gâtosec : elle pense qu'on cherche à lui faire boire un soporifique. Mais pourquoi ses sauveurs voudraient-ils la faire dormir ? Dans l’après-midi, quand elle va sur la plage pour contempler les restes du bateau qui s'est échoué la veille au soir, surprise : le bateau a disparu. La nuit suivante, Fantômette va explorer les fonds sous-marins avec son matériel de plongée. Elle croise la route de deux autres plongeurs, ceux qui ont été aperçus par Ficelle et Boulotte en train d'immerger une voiture. Ces deux hommes sont-ils en lien avec le naufrage ? Veulent-ils piller l'épave ? De retour au camp, Françoise aide ses amies à éteindre un feu qui a été engendré par les activités alchimiques de Ficelle.
Le lendemain, Fantômette rencontre M. Henri Tournelle qui a fait naufrage et qu'elle avait voulu aider. Elle apprend que l'homme avait pris comme repère le phare du cap Malroc, au nord de la baie, et qu'il avait percuté les récifs. Fantômette comprend que le vrai phare a été éteint et qu'une lumière a été allumée au cap Horal, au sud de la baie, ce qui avait poussé Tournelle à dévier au nord, fracassant le yacht sur les récifs. Il y a eu donc une volonté manifeste d'occasionner un naufrage par l'emploi de manœuvres criminelles.
L'enquête de fantômette la mène vers les frères Ploufdanlo. Ce sont eux qui ont immergé une vieille voiture dans la baie. Après les avoir pris pour les naufrageurs, Fantômette découvre leur véritable but : transformer quelques voitures immergées en champ de peuplement pour langoustes ! Ils n'ont rien à voir avec les naufrageurs.
Fantômette rencontre M. Porképic, un vieux pêcheur breton, qui lui relate une antique légende : le dieu Neptune aurait construit son palais sous-marin dans la baie de Kardebeur et serait à l'origine de certains naufrages. Le vieil homme lui révèle que l’entrée de palais du dieu serait en lien avec deux menhirs situés non loin du rivage. Fantômette va interroger M. Gâtosec : s'il reconnaît avoir pillé le yacht de M. Tournelle, il affirme qu'il n'est pas à l'origine du naufrage. Pour lui, c'est le dieu Neptune qui en est la cause.
Le lendemain, Françoise, aidée de Ficelle et Boulotte, se rend aux deux menhirs et trace mentalement une ligne droite entre eux : le prolongement de la droite marquerait l'entrée du « palais sous-marin du dieu Neptune » dans la mer. Plus tard, munie de sa combinaison de plongée, elle se rend sur la plage et plonge. Elle découvre effectivement l'entrée d'une grotte sous-marine. Elle emprunte un étroit chenal et arrive dans une grotte qui a été aménagée sous terre. Il est évident que cet endroit a été aménagé il y a des siècles, mais que récemment quelqu'un en a repris possession. Quand elle enlève ses engins de plongée, elle est accueillie par le « dieu Neptune »…
- Dénouement et révélations finales (chapitres 13 à 16)

Le dieu Neptune n'est autre que le colonel Pork, un méchant jadis croisé par Fantômette. Il a fait couler plusieurs bateaux dans les semaines précédentes afin de s'entraîner au grand coup qui aura lieu le soir même : faire couler le pétrolier Van Tampoop qui contient une cargaison de diamants. Le naufrage entraînera certes une marée noire, mais les diamants seront récupérés. Il déclare que M. Gâtosec était un comparse lointain. Pour leur part, les frères Ploufdanlo, avec leur élevage de langoustes, pouvaient se révéler des témoins très gênants. Le colonel Pork, avec son petit sous-marin de poche, pouvait aller et venir sans se faire remarquer. Il ordonne à ses comparses de s'emparer de Françoise, de la ligoter et de l'attacher à l’une des colonnes du temple antique. Lorsque la marée arrivera, la jeune fille sera noyée.
Ficelle et Boulotte, mises au courant des projets de Françoise, sont anxieuses de ne pas la voir revenir. Avec le petit canot de Ficelle (pompeusement baptisé « La splendeur des océans »), elles se rendent là où leur amie leur avait dit qu'elle irait. Elles sont faites prisonnières par les comparses du colonel Pork et, emmenée dans la grotte sous-marine, sont ligotées et attachées près de leur amie.
Les frères Ploufdanlo, à l'occasion de leur activité de pêche, remarquent le canot pneumatique de Ficelle. Celle-ci a tracé sur un récif les mots : « Le palais du dieu Neptune est dans ce coin ». Ils mettent leur combinaison de plongée et vont délivrer les trois jeunes filles, qui n'étaient pas loin de mourir noyées.
Françoise propose de faire en sorte que le naufrage du pétrolier n'ait pas lieu. Pour cela, il faut rallumer le phare du cap Malroc et éteindre le signal lumineux du colonel Pork. Françoise, Ficelle, Boulotte et les frères Poufdanlo se servent du sous-marin des bandits pour les empêcher de procéder au naufrage. Les gendarmes sont alertés. Le naufrage du navire n'a pas lieu.

## Autour du roman
- On apprend que Ficelle est née à Paris[3].
- Les méchants du roman, le colonel Pork, Kafar et Bébert, avaient été croisés par Fantômette lors de la première aventure : Les Exploits de Fantômette.
- En début du roman, Françoise va chez des bouquinistes. Elle achète chez l'un d'eux le roman Fantômette contre Charlemagne.